# Vertrag von Wanghia
Der Vertrag von Wanghia (chinesisch [中美]望廈條約 / [中美]望厦条约, Pinyin [Zhōng-Měi] Wàngxià tiáoyuē – „[Chinesisch-Amerikanischer] Vertrag von Wàngxià“) gehört in die Reihe der im 19. Jahrhundert zwischen Qing-China und den ausländischen Mächten geschlossenen so genannten Ungleichen Verträge. Er wurde am 3. Juli 1844 in dem namensgebenden Dorf in der Nähe Macaos vom Bevollmächtigten der Vereinigten Staaten von Amerika, Caleb Cushing, und dem Generalgouverneur von Guangxi und Guangdong, Qiying, unterzeichnet.
Inhaltlich lehnt er sich weitgehend an den vorangegangenen Vertrag von Nanking zwischen England und China aus dem Jahre 1842 an und beseitigt auch im Verhältnis zu den USA die bislang üblichen Handelsbeschränkungen. Der Vertrag von Wanghia ist aber deutlich länger und ausführlicher als sein Vorbild und enthält eine Reihe zusätzlicher Zugeständnisse.
So wurde den Amerikanern in Artikel 17 etwa das Recht eingeräumt, in den fünf Vertragshäfen Grundstücke für den Bau von Kirchen, Spitälern und Friedhöfen zu erwerben, womit insbesondere den Interessen der christlichen Missionare Rechnung getragen werden sollte. Mit Artikel 18 wurde das traditionelle Verbot für Ausländer beseitigt, die chinesische Sprache zu erlernen. Mit Artikel 21 wurden – analog zum sinobritischen Vertrag von Humen – amerikanische Staatsbürger von der chinesischen Gerichtsbarkeit ausgenommen.
In einem Punkt kamen die USA im Vertrag von Wanghia den Chinesen aber weiter entgegen, als dies die Briten getan hatten: In Artikel 33 wurde der Handel mit Opium ausdrücklich verboten. Zuwiderhandelnde Amerikaner sollten den chinesischen Behörden ausgeliefert werden.